# Почистване на часовника
Почистване на часовника (на английски: Clock Cleaners) е американски анимационен и късометражен филм от 1937 година. Той е в топ 27 на най-добрите късометражни филми на миналото и е един от най-успешните филми на „Уолт Дисни“.

## Сюжет
Мики Маус, Доналд Дък и Гуфи почистват висока часовникова кула. Доналд пренебрегва няколко предупредителни табели и докато мие пружината, парцалът му се закача за нея и тя се развива. В това време Мики открива спящ щъркел върху един от механизмите, който неуспешно се опитва да изведе от кулата. Доналд влиза в „спор“ с пружината и хвърля чук към нея. Той се връща и изхвърля патока към балансиращия механизъм, който се клати наляво и надясно. Движението се прехвърля на тялото на Доналд и той също започва да се клати наляво и надясно. Гуфи излиза да чисти камбаната, която се намира отвън. В това време става 16:00 ч. От кулата излиза механична фигура и стряска Гуфи удряйки камбаната. Втората механична фигура наподобява Статуята на свободата и също стряска Гуфи. След третия път той вече е нащрек и вижда фигурата на Статуята на свободата. Той и се изпречва и тя вместо камбаната, удря силно него по главата. Гуфи започва да се държи като пиян. Мики го вижда и се опитва да го задържи на кулата. Гуфи пада от нея, но при падането стъпва върху метален прът, който го изстрелва нагоре и повлича Мики със себе си. Накрая двамата падат върху поправената от Доналд пружина и при развиването ѝ и тримата се изстрелват към балансиращия механизъм. Както при Доналд, движенията се предават и те започват да се клатят.

## Синхронен дублаж

### Оригинална версия/Нова версия
| Роля   | Изпълнител                   |
| ------ | ---------------------------- |
| Доналд | Диян Русев                   |
| Мики   | Теодор Койчинов              |
| Гуфи   | Веселин Ранков Георги Спасов |

### Българска версия
| Обработка                       | Александра Аудио Shepperton International |
| ------------------------------- | ----------------------------------------- |
| Режисьор на дублажа             | Десислава Софранова                       |
| Преводачи                       | Милена Кекеманова Милица Гладнишка        |
| Тонрежисьори                    | Пламен Чернев Петър Костов                |
| Творчески ръководител           | Венета Янкова                             |
| Продуцент на българската версия | Disney Character Voices International     |